# Le Loroux-Bottereau
 Le Loroux-Bottereau  es una población y comuna francesa, situada en la región de Países del Loira, departamento de Loira Atlántico, en el distrito de Nantes y cantón de Le Loroux-Bottereau.

## Demografía
| 3067 | 3204 | 3488 | 4033 | 4353 | 4939 |
| Para los censos de 1962 a 1999 la población legal corresponde a la población sin duplicidades (Fuente: INSEE [Consultar]) |      |      |      |      |      |